# Sheila Okai
Sheila Okai (auch: Sheila Okine; * 14. Februar 1979) ist eine ehemalige ghanaische Fußballspielerin.

## Karriere
Okai kam während ihrer Vereinskarriere für die Ghatel Ladies (1999–2007) zum Einsatz.
Die 158 cm große Angreiferin nahm mit der ghanaischen Nationalmannschaft („Black Queens“) an den Weltmeisterschaften 1999 und 2007 teil und bestritt dabei drei Partien. Außerdem stand sie bei den Afrikameisterschaften 2000, 2002, 2006 und 2008 im Kader der Black Queens. Okai war für die Wahl zu Afrikas Fußballerin des Jahres 2006 nominiert und hatte Ende September 2007 30 Länderspiele bestritten sowie fünf Tore erzielt.